# Сенека (Міссурі)
Сенека (англ. Seneca) — місто (англ. city) в США, в окрузі Ньютон штату Міссурі. Населення — 2230 осіб (2020).

## Географія
Сенека розташована за координатами 36°50′40″ пн. ш. 94°36′33″ зх. д. / 36.84444° пн. ш. 94.60917° зх. д. (36.844515, -94.609244).  За даними Бюро перепису населення США в 2010 році місто мало площу 6,63 км², уся площа — суходіл.

## Демографія
Згідно з переписом 2010 року, у місті мешкало 2336 осіб у 877 домогосподарствах у складі 612 родин. Густота населення становила 352 особи/км².  Було 962 помешкання (145/км²).
Расовий склад населення:
| - 85,3 % — білих - 8,0 % — корінних американців - 0,4 % — азіатів - 0,3 % — чорних або афроамериканців - 0,1 % — вихідців з тихоокеанських островів |

До двох чи більше рас належало 5,5 %. Частка іспаномовних становила 2,2 % від усіх жителів.
За віковим діапазоном населення розподілялося таким чином: 28,9 % — особи молодші 18 років, 53,8 % — особи у віці 18—64 років, 17,3 % — особи у віці 65 років та старші. Медіана віку мешканця становила 35,3 року. На 100 осіб жіночої статі у місті припадало 91,8 чоловіків;  на 100 жінок у віці від 18 років та старших — 85,5 чоловіків також старших 18 років.
Середній дохід на одне домашнє господарство  становив 43 362 долари США (медіана — 35 783), а середній дохід на одну сім'ю — 48 969 доларів (медіана — 37 903). Медіана доходів становила 39 018 доларів для чоловіків та 26 250 доларів для жінок. За межею бідності перебувало 18,8 % осіб, у тому числі 30,7 % дітей у віці до 18 років та 12,3 % осіб у віці 65 років та старших.
Цивільне працевлаштоване населення становило 1003 особи. Основні галузі зайнятості: освіта, охорона здоров'я та соціальна допомога — 24,4 %, мистецтво, розваги та відпочинок — 19,2 %, виробництво — 16,3 %.